# Liste der Biografien/Helg
Liste der Biografien |
Portal Biografien |
Personensuche
# |
A |
B |
C |
D |
E |
F |
G |
H |
I |
J |
K |
L |
M |
N |
O |
P |
Q |
R |
S |
T |
U |
V |
W |
X |
Y |
Z |
?
 
Ha |
Hd |
He |
Hi |
Hj |
Hk |
Hl |
Hm |
Hn |
Ho |
Hr |
Hs |
Ht |
Hu |
Hv |
Hw |
Hy
 
Hea |
Heb |
Hec |
Hed |
Hee |
Hef |
Heg |
Heh |
Hei |
Hej |
Hek |
Hel |
Hem |
Hen |
Heo |
Hep |
Heq |
Her |
Hes |
Het |
Heu |
Hev |
Hew |
Hex |
Hey |
Hez
 
Hela |
Helb |
Helc |
Held |
Hele |
Helf |
Helg |
Heli |
Helj |
Helk |
Hell |
Helm |
Heln |
Helo |
Help |
Helr |
Hels |
Helt |
Helu |
Helv |
Helw |
Hely |
Helz
Die Liste der Biografien führt alle Personen auf, die in der deutschsprachigen Wikipedia einen Artikel haben. Dieses ist eine Teilliste mit 56 Einträgen von Personen, deren Namen mit den Buchstaben „Helg“ beginnt.

## Helg
- Helg, Aline (* 1953), Schweizer Historikerin
- Helg, Carl Robert (1956–2011), Schweizer Dirigent, Pianist und Chordirektor
- Helg, Franca (1920–1989), italienische Architektin und Designerin
- Helg, René (1917–1989), Schweizer Politiker (LPS)
- Helg, Simon (* 1990), schwedischer Fußballspieler

### Helga
- Helga Jónsdóttir (* 1957), isländische Krankenschwester und Hochschullehrerin (Pflegewissenschaft)
- Helga Margrét Þorsteinsdóttir (* 1991), isländische Siebenkämpferin
- Helga María Vilhjálmsdóttir (* 1995), isländische Skirennläuferin
- Helga Steinvör Baldvinsdóttir (1858–1941), isländisch-amerikanische Dichterin
- Helga Vala Helgadóttir (* 1972), isländische Schauspielerin, Juristin und Politikerin der sozialdemokratischen Allianz
- Helga, Zam (* 1968), deutscher Rockmusiker
- Helgar, Eric (1910–1992), deutscher Schauspieler und Sänger
- Helgard, Inge (1896–1929), deutsche Sängerin und Stummfilmschauspielerin
- Helgaud († 926), Graf von Montreuil, Laienabt von Saint-Riquier
- Helgaud von Fleury, Benediktinermönch

### Helge
- Helge, Georg (1910–2001), deutscher Schauspieler
- Helge, Henrik (* 1947), deutscher Schauspieler
- Helge, Ladislav (1927–2016), tschechischer Regisseur und Drehbuchautor
- Helge, Mats (* 1953), schwedischer Filmproduzent, Drehbuchautor und Filmregisseur
- Helgeland, Brian (* 1961), amerikanischer Drehbuchautor, Regisseur und Produzent
- Helgen, Kristofer (* 1980), US-amerikanischer Zoologe
- Helgenberger, Marg (* 1958), US-amerikanische SchauspielerinMarg Helgenberger (* 1958)

Marg Helgenberger (* 1958)

- Helger, Anne Marie (* 1946), dänische Schauspielerin
- Helgert, Günter (* 1946), deutscher Fußballspieler
- Helgerth, Georg (1885–1953), deutscher Ringer
- Helgerud, Albert (1876–1954), norwegischer Sportschütze
- Helgesen, Finn (1919–2011), norwegischer Eisschnellläufer
- Helgesen, Henry Thomas (1857–1917), US-amerikanischer Politiker
- Helgesen, Herman (1889–1963), norwegischer Turner
- Helgesen, Poul, dänischer Karmelit und Humanist
- Helgesen, Sverre (1903–1981), norwegischer Hochspringer
- Helgesen, Vidar (* 1968), norwegischer Politiker (Høyre)
- Helgeson, Harold (1931–2007), US-amerikanischer Geochemiker
- Helgeson, Seth (* 1990), US-amerikanischer Eishockeyspieler
- Helgeson-Nielsen, Ginger (* 1968), US-amerikanische Tennisspielerin
- Helgesson, Henning (1900–1986), schwedischer Fußballspieler
- Helgesson, Mats, schwedischer Generalmajor und seit dem 1. Oktober 2015 als Flygvapenchefer Kommandeur der schwedischen Luftstreitkräfte
- Helgestad, Daniel Myrmæl (* 1987), norwegischer Skilangläufer

### Helgi
- Helgi Áss Grétarsson (* 1977), isländischer Schachspieler
- Helgi Björnsson (* 1958), isländischer Schauspieler und Sänger
- Helgi Guðjónsson (* 1999), isländischer Fußballspieler
- Helgi Guðmundsson Thordersen (1794–1867), isländischer Bischof
- Helgi Gunnlaugsson (* 1957), isländischer Soziologe und Hochschullehrer
- Helgi Hallvarðsson (1931–2008), isländischer Kapitän
- Helgi Hjörvar (* 1967), isländischer Politiker (Allianz)
- Helgi Hrafn Gunnarsson (* 1980), isländischer Politiker (Píratar)
- Helgi Jóhannesson (* 1982), isländischer Badmintonspieler
- Helgi Jónsson, isländischer Produzent, Sänger, Songwriter und Multiinstrumentalist
- Helgi Kolviðsson (* 1971), isländischer Fußballspieler und -trainer
- Helgi Ólafsson (* 1956), isländischer Schachspieler
- Helgi Pjeturss (1872–1949), isländischer Geologe und Philosoph
- Helgi Sigurðsson (* 1974), isländischer Fußballspieler
- Helgi Tómasson (* 1942), isländisch-amerikanischer Tänzer, Choreograf und Ballettdirektor
- Helgi Valur Daníelsson (* 1981), isländischer Fußballspieler

### Helgo
- Helgø, Malene (* 1999), norwegische Tennisspielerin

### Helgu
- Helguera, Iván (* 1975), spanischer FußballspielerIván Helguera (* 1975)

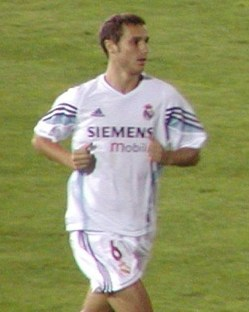
Iván Helguera (* 1975)